# 約爾·林德皮爾
約爾·林德皮爾（1981年10月5日—）是一位愛沙尼亞足球運動員，在場上的位置是攻擊型中場。他現在效力於愛沙尼亞足球甲級聯賽球隊卡里魯足球俱樂部。他也代表愛沙尼亞國家足球隊參加比賽。